# Diocesi di Tuburbo Minore
La diocesi di Tuburbo Minore (in latino Dioecesis Thuburbitanorum Minorum) è una sede soppressa e sede titolare della Chiesa cattolica.

## Storia
Tuburbo Minore, corrispondente alla città di Tebourba (governatorato di Manouba) nell'odierna Tunisia, è un'antica sede episcopale della provincia romana dell'Africa Proconsolare, suffraganea dell'arcidiocesi di Cartagine.
Sono due i vescovi attribuibili con certezza alla sede di Tuburbo Minore. Alla conferenza di Cartagine del 411, che vide riuniti assieme i vescovi cattolici e donatisti dell'Africa romana, presero parte il cattolico Vittore e il donatista Massimino. Gli altri vescovi assegnati alla diocesi di Tuburbo Maggiore, possono appartenere anche a Tuburbo Minore, perché le fonti documentarie non distinguono le due sedi.
Dal XIX secolo Tuburbo Minore è annoverata tra le sedi vescovili titolari della Chiesa cattolica; dal 9 marzo 2024 il vescovo titolare è Godfrey Jackson Mwasekaga, vescovo ausiliare di Mbeya.

## Cronotassi

### Vescovi
- Vittore † (menzionato nel 411)
  - Massimino † (menzionato nel 411) (vescovo donatista)

### Vescovi titolari
- Jules-Etienne Gazaniol † (26 febbraio 1892 - 3 dicembre 1896 nominato vescovo di Costantina)
- François Gerboin, M.Afr. † (28 gennaio 1897 - 27 giugno 1912 deceduto)
- Étienne Larue, M.Afr. † (28 gennaio 1913 - 5 ottobre 1935 deceduto)
- Xavier Ferdinand J. Thoyer, S.I. † (23 dicembre 1936 - 14 settembre 1955 nominato vescovo di Fianarantsoa)
- Cesar Maria Guerrero y Rodriguez † (14 marzo 1957 - 28 marzo 1961 deceduto)
- William John McNaughton, M.M. † (6 giugno 1961 - 10 marzo 1962 nominato vescovo di Incheon)
- Nicholas Grimley, S.M.A. † (7 maggio 1962 - 9 giugno 1995 deceduto)
- Antonio Pepito Palang, S.V.D. † (25 marzo 2002 - 21 aprile 2021 deceduto)
- Godfrey Jackson Mwasekaga, dal 9 marzo 2024